# Aglaodiaptomus atomicus
Aglaodiaptomus atomicus är en kräftdjursart som beskrevs av DeBiase och Taylor 1997. Aglaodiaptomus atomicus ingår i släktet Aglaodiaptomus och familjen Diaptomidae. Inga underarter finns listade i Catalogue of Life.